# تک تپه
تک تپه در شهرستان کمیجان، بخش میلاجرد، دهستان خسروبیگ، روستای سوران واقع شده و این اثر در تاریخ ۱۸ اسفند ۱۳۸۷ با شمارهٔ ثبت ۲۵۰۶۱ به‌عنوان یکی از آثار ملی ایران به ثبت رسیده‌است.